# Meioneta jacksoni
Meioneta jacksoni är en spindelart som beskrevs av Braendegaard 1937. Meioneta jacksoni ingår i släktet Meioneta och familjen täckvävarspindlar. Inga underarter finns listade i Catalogue of Life.